# Jean-Philippe Charbonnier
Pour les articles homonymes, voir Charbonnier.
Jean-Philippe Charbonnier, né le 28 août 1921 à Paris et mort le 28 mai 2004 à Grasse, est un journaliste et reporter-photographe français.

## Biographie
Jean-Philippe Charbonnier est né dans une famille d'artistes et d'intellectuels. Sa mère, Annette Vaillant, était écrivain et la fille d'Alfred Natanson dit Alfred Athis, un des fondateurs de la Revue blanche et de l'actrice Marthe Mellot ; son père, Pierre Charbonnier, était peintre.
Baigné dans ce milieu artistique, Charbonnier se tourne vers la photographie en 1939, en fréquentant l'atelier du portraitiste de cinéma Sam Lévin dont il devient l'assistant.
Il s'exile en Suisse pendant la Seconde Guerre mondiale, puis, à partir de 1948, est successivement rédacteur en chef technique du journal Libération, collaborateur de France Dimanche et Point de Vue.
Il était marié avec la galeriste Agathe Gaillard.

### Réalités
Avec Édouard Boubat et Jean-Louis Swiners, il fait partie du trio de tête des reporters pour le magazine Réalités à partir de 1950. Durant les années 1950, il fait épisodiquement quelques photographies de mode, photographiant les mannequins à Paris en extérieur.
Dans les années 1970, il se tourna vers la photographie institutionnelle, travaillant pour de grands groupes comme Carrefour, Renault, Royal Air Maroc, etc. ainsi que pour le Ministère du Travail.
Il enseigna à l'ESAG Penninghen et en Angleterre.
Invité par Michel Tournier, Charbonnier participa aux premières Rencontres d'Arles en 1970 en tant qu'invité d'honneur avec notamment l'exposition « Denis Brihat, Jean-Philippe Charbonnier, Jean-Pierre Sudre » présentée par Michel Tournier.
Il décide de quitter le magazine Réalités en 1974.
Comparable à Walker Evans, Charbonnier, par ses reportages dans le monde entier et en particulier par ses sujets saisis dans son environnement proche en France, est un témoin de la deuxième moitié du XXe siècle. Ses photos sont diffusées par l'agence Gamma-Rapho.
Jean-Philippe Charbonnier meurt à Grasse le 28 mai 2004 à l’âge de 82 ans.

## Publications
- janvier 1955 : photographies de l’article d’Hervé Bazin « Bons pour l’asile : toute la vérité sur la façon dont on traite, en France, les maladies mentales », sur les hôpitaux psychiatriques en France, dans la revue Réalités.
- 1957 : Chemins de la vie, 70 photographies, texte de Philippe Soupault, Monte Carlo, éditions du Cap, 164 p.
- 1961 : Un photographe vous parle, Paris, éditions Grasset.
- 1972 : Catalogue de l'exposition à la Maison de la Culture du Havre, introduction de Michel Tournier.
- 1983 : Jean-Philippe Charbonnier, 300 photographies 1944 - 1982, catalogue reproduisant toutes les photographies présentées à l'exposition au Musée d'Art moderne de la Ville de Paris.
- 1992 : Chamonix, 40 ans dans la vallée, éditions Glénat.
- 1993 : Les Enfants de Germinal, en collaboration avec Robert Doisneau et Willy Ronis, pour le livre de François Cavanna, éditions Hoëbeke.
- 2005 : Jean-Philippe Charbonnier, t. 20, Reporters sans frontières (RSF) / édition illustrée, coll. « 100 photos pour la liberté de la presse », 17 novembre 2005, 140 p. (ISBN 978-2915536294).
- 2020 : Jean-Philippe Charbonnier - Raconter l’autre et l’ailleurs (1944 - 1983), Éditions Hazan,  (ISBN 9782754111348).

## Expositions
(Liste non exhaustive, classée par ordre chroologique)
- 1970 : Rencontres internationales de la photographie, Arles ;
- 1972 : Maison de la Culture, Le Havre ;
- 1983 : Rétrospective 1944-1982, 300 photos, Musée d'Art moderne de la Ville de Paris[6].

- 1984 :
  - Musée de l’Élysée, Lausanne ;
  - Centre photographique de Stockholm (Suède).

- 1990 : Musée Nicéphore-Niépce, Chalon-sur-Saône ;
- 2006 : Les photographes du magazine Réalités : Édouard Boubat, Jean-Philippe Charbonnier, Jean-Louis Swiners, Galerie Agathe Gaillard, Paris ;
- 2014 : Jean-Philippe Charbonnier. L’Œil de Paris, Crédit municipal de Paris, Paris ;
- 2015 : Jean-Philippe Charbonnier. Maison de la Photographie, Toulon ;
- 2020 : Raconter l'ailleurs et l'autre, du 5 février au 30 août, Pavillon populaire, Montpellier[7].

- 28 janvier - 1er avril 2023 : Jean-Philippe Charbonnier : On the edge, La Galerie Rouge, Paris[8].

## Collections publiques
- Toulon, Musée d'art.